# Placoziphius
Placoziphius duboisii
Genre
Espèce
Placoziphius est un genre éteint de mammifères marins de la famille des Physeteridae, dont l'unique membre était Placoziphius duboisii, datant du Miocène inférieur et trouvé en Belgique, à Edegem. L'espèce, proche du cachalot actuel, fut décrite en 1869.

## Description
Avec un crâne de 68 centimètres, la longueur totale de l'animal ne devait pas dépasser les quatre mètres.

## Classification
Le taxon fut considéré comme un nomen nudum par Theodore S. Palmer en 1904 mais, après plusieurs déplacements, attribué aux physétéroidés par Olivier Lambert (d) en 2008.